# Seleção dos Estados Unidos de Hóquei no Gelo
A seleção de hóquei no gelo dos Estados Unidos é uma das mais bem sucedidas do mundo no esporte, integrando o chamado G-7. Têm sede em Ann Arbor, no estado do Michigan, e é controlada pelo USA Hockey. Em 2005 estava na sétima posição no ranking mundial da IIHF. O time conquistou a medalha de prata nos Jogos Olímpicos de Inverno de 2002, disputado em seu próprio solo, e a medalha de ouro na Copa do Mundo de 1996. Sua mais recente medalha no Campeonato Internacional de Hóquei no Gelo foi um bronze em 2004. Na Copa do Mundo de 2004 não conseguiram defender seu título de 1996, perdendo para a Finlândia. O país tem um total de 485 017 jogadores registrados (0.16% da população total). O técnico atual da seleção é Peter Laviolette.
O maior sucesso do time foi o "Milagre no Gelo" nos Jogos Olímpicos de Inverno de 1980 em Lake Placid, onde desbancou a franca favorita União Soviética para ficar com a medalha de ouro, 4 a 3. Como o hóquei não é popular em todo o país (apenas em uma parte dele), o Milagre no Gelo é ocasionalmente listado como um dos maiores feitos na história dos esportes dos Estados Unidos da América.
A seleção do país atingiu seu auge nos anos 90 quando os melhores jogadores da NHL como Brett Hull, Jeremy Roenick, Brian Leetch, e Mike Modano venceram a Copa do Mundo de 1996, e conquistaram medalha de prata nos Jogos Olímpicos de Inverno de 2002. Porém, desde 2006, muitos desses astros se aposentaram ou perderam suas habilidades com o tempo. Reflexo disso foi o desapontante 8º lugar nos Jogos Olímpicos de Inverno de 2006. No entanto, essa participação teria sido apenas para formar um time bom para o futuro segundo muitos americanos fãs de hóquei. As novas estrelas da NHL como Rick DiPietro e John-Michael Liles, e outros como Bobby Ryan, Phil Kessel, e Ryan Miller são grandes promessas e têm grande potencial para ganhar uma medalha nos Jogos Olímpicos de Inverno de 2010.

## Time do Campeonato Mundial
Goleiros
- Craig Anderson
- Jason Bacashihua
- David McKee

Defensores
- Andrew Alberts
- Joe Corvo
- Hal Gill
- Mike Komisarek
- Freddy Meyer
- Brooks Orpik
- Ryan Suter

Atacantes
- Dustin Brown
- Mark Cullen
- Adam Hall
- Andy Hilbert
- Ryan Kesler
- Phil Kessel
- Ryan Malone
- Patrick O'Sullivan
- Richard Park - C
- Marty Reasoner
- Jim Slater
- Drew Stafford
- Yan Stastny
- RJ Umberger

## Timeolímpico
Goleiros
- Rick DiPietro
- Robert Esche
- John Grahame

Defensores
- Chris Chelios - C
- Derian Hatcher
- Bret Hedican
- Jordan Leopold
- John-Michael Liles
- Aaron Miller
- Brian Rafalski
- Mathieu Schneider - A

Atacantes
- Jason Blake
- Erik Cole
- Craig Conroy
- Chris Drury
- Brian Gionta
- Scott Gomez
- Bill Guerin
- Mike Knuble
- Mike Modano - A
- Mark Parrish
- Brian Rolston
- Keith Tkachuk - A
- Doug Weight

Reserves
- Matt Cullen
- Paul Martin
- Ryan Miller

## Recorde olímpico
- 1920 - Medalha de prata
- 1924 - Medalha de prata
- 1928 - Não participou
- 1932 - Medalha de prata
- 1936 - Medalha de bronze
- 1948 - 4ª colocada
- 1952 - Medalha de prata
- 1956 - Medalha de prata
- 1960 - Medalha de ouro
- 1964 - 5ª colocada
- 1968 - 6ª colocada
- 1972 - Medalha de prata
- 1976 - 5ª colocada
- 1980 - Medalha de ouro
- 1984 - 7ª colocada
- 1988 - 7ª colocada
- 1992 - 4ª colocada
- 1994 - 8ª colocada
- 1998 - 6ª colocada
- 2002 - Medalha de prata
- 2006 - 8ª colocada
- 2010 - Medalha de prata
- 2014 - 4ª colocada

## Recorde na Copa Canadá
- 1976 - 5ª colocada
- 1981 - 4ª colocada
- 1984 - 2ª colocada
- 1987 - 5ª colocada
- 1991 - 2ª colocada

## Recorde na Copa do Mundo
- 1996 - Medalha de ouro
- 2004 - Eliminado nas semifinais